# Te volveré a ver
Te volveré a ver es una película estadounidense dirigida por William Dieterle y George Cukor.

## Argumento
Historia de amor durante unas navidades entre un soldado de permiso, Zachary Morgan (Joseph Cotten), y una mujer en libertad condicional, Mary Marshall (Ginger Rogers).

## Comentarios
Antes del título definitivo I'll be seeing you, se manejaron como títulos de trabajo: Double Furlough y With All My Heart. 
William Dieterle (director nominal y acreditado) y George Cukor (director de algunas escenas, no aparece en los créditos. Inicialmente iba a ser el director, pero con el rodaje iniciado fue sustituido por William Dieterle por decisión del productor ejecutivo David O. Selznick).
- Datos: Q1773088